# Округ Терел (Тексас)
Округ Терел (енгл. Terrell County) је округ у америчкој савезној држави Тексас. По попису из 2010. године број становника је 984.

## Демографија
Према попису становништва из 2010. у округу је живело 984 становника, што је 97 (9,0%) становника мање него 2000. године.
| Група             | 2000.       | 2010.       |
| Белци             | 529 (48,9%) | 495 (50,3%) |
| Афроамериканци    | 0 (0,0%)    | 7 (0,7%)    |
| Азијати           | 7 (0,6%)    | 4 (0,4%)    |
| Хиспаноамериканци | 525 (48,6%) | 467 (47,5%) |
| Укупно            | 1.081       | 984         |